# Крикология
Криколо́гия (англ. creekology) — методика поиска полезных ископаемых (нефти и газа), использующая методы ландшафтной индикации (преимущественно геоморфологические) — то есть опознавание перспективных участков по внешним признакам.
Суть метода: первоначально на местности выявляются прямолинейные участки ландшафта (как правило, связанные с эрозионными формами рельефа — ручьи, овраги, балки и пр. — англ. creeks), после чего на них (или рядом с ними) ставится поисковое бурение.
Метод широко применялся в США в конце XIX века (Техас, Оклахома и др. штаты). Давал хорошие результаты: у некоторых крикологов до 90 % скважин были продуктивными (в настоящее время, с использованием традиционных подходов к поискам — 25…30 %  ).
В середине XX века метод получил «научное обоснование»: геологи, геофизики на основе большого фактического материала установили тесную связь между пликативными и дизъюнктивными нарушениями (складками и разломами), сформировали динамические модели данной взаимосвязи.
Многие из приразломных складок являются ловушками углеводородов.
С появлением материалов дистанционного зондирования Земли крикология обрела «второе дыхание»: выявление и трассирование разломов значительно упростилось, соответственно появилось много новых данных, облегчающим геологам выявление мест концентрации полезных ископаемых. Отчасти с этим связано широкое внедрение дешифрирования космических снимков в геологические исследования.